# 은사주의 기독교
은사주의 기독교(Charismatic Christianity)란 믿는자의 삶의 모든 부분으로서 성령의 역사, 영적 은사 및 오늘날의 기적들을 강조하는 기독교의 한 형태이다. 전 세계 기독교 공동체에 널리 퍼져 있으며, 실천하는 신자들은 종종 '은사주의 기독교인' 또는 '갱신주의'(renewalist)라고 불린다. 은사주의 기독교는 세 가지 주요 그룹으로 분류되기도 하는데, 각각 오순절주의, 정통 기독교 교단에 퍼진 은사 운동, 그리고 신은사 운동이다.
은사주의 기독교는 개신교에서 발전했으며, 성령 세례의 증거로 방언을 꼭 필요로 하지 않는 점에서 오순절주의와 구별된다. 또한 다양한 영적 은사에 중요성을 부여한다. 2011년 퓨 리서치 센터(Pew Research Center)에 따르면, 오순절주의자와 은사적 기독교인은 전 세계적으로 5억 8천4백만 명 이상에 달한다.

## 어원
은사주의이라는 단어의 뿌리인 카리스마(χάρισμα)란 은혜 혹은 선물을 의미한다.

## 역사
오순절주의의 전통은 이미 18세기 개신교 복음주의에서 발전했으며, 은사 운동이 정통 기독교 교회에서 시작된 것은 1960년 캘리포니아 밴나이즈에 있는 세인트 마크 성공회 교회에서였다. 이 교회의 교구장이었던 데니스 베넷(Dennis Bennett)은 성령의 부어짐을 경험했다고 회중에게 발표하였다.

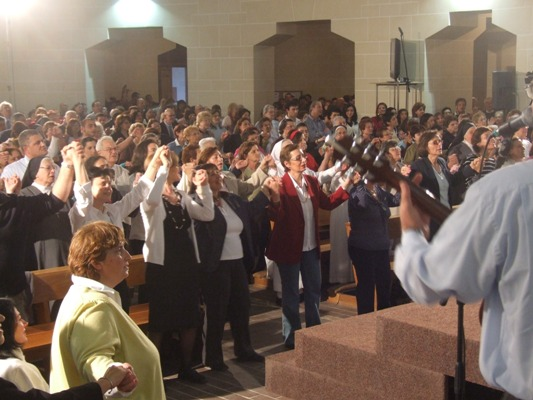
가톨릭의 성령쇄신운동 치유예배의 모습

은사 운동은 1962년에 루터교와 장로교로 확산되었고, 로마 가톨릭에서는 1967년경에 퍼지기 시작했다. 감리교는 1970년대에 은사 운동에 참여하기 시작했다.
몇몇 초교파 복음주의 교회들은 이 운동을 따르는 한편 오순절 교단과 거리를 두기로 결정했다. 캘리포니아 코스타 메사에 위치한 갈보리 채플은 1965년에 시작된 초기 복음주의 신은사 교회 중 하나이다. 영국에서는 1969년에 설립된 예수 군대(Jesus Army)가 미국 외 지역에서의 은사 운동의 영향을 보여주는 예이다. 미국 외 지역으로의 은사 운동 확산은 베넷의 밴쿠버 선교 활동으로도 촉진되었다. 이후 세계 각지에 여러 은사적 교회들이 설립되었다. 현대 교회들은 은사 운동을 받아들이거나 이를 자신들의 예배 방식에 통합하려는 노력을 기울이고 있다. 영국의 가정교회 운동은 은사적 관행을 포함하도록 성장했고, 호주의 힐송 교회는 오순절 교회이면서도 은사 운동을 통합한 예이다. 신은사 운동(또는 제3의 물결)은 C. 피터 와그너가 명명한 용어로, 1970년 이후 널리 확산되었으며, 이러한 교회들은 종종 은사주의나 오순절주의라는 명칭을 거부하지만, 성령의 은사를 받아들이는 실천을 지지한다.
일부 학자들은 은사적 기독교가 빠르고 성공적으로 확산된 이유를 대중 매체의 성공적인 활용과 신자들에게 영적 매개체와 개인적인 연결을 제공하는 종교적 체험으로 설명한다.

## 같이 보기
- Aglow International
- Cessationism versus Continuationism
- Charismatic Adventism
- Continuationism - the Christian view that spiritual gifts have not ceased and are intended for the present-day church (contrast with cessationism)
- Direct revelation
- Faith healing
- Full Gospel Business Men's Fellowship International
- Latter Rain (1880s movement)
- Latter Rain (post-World War II movement)
- Christian laying on of hands
- Montanism - a late 2nd-century, heterodox Christian movement which emphasized sensitivity to the leading of the Holy Spirit
- Renewal theologians
- Slain in the Spirit
- Word of Knowledge
- Word of wisdom
- Xenoglossy

## 추가 자료
사전:
- Burgess, Stanley M., ed. and Eduard M. van der Maas, assoc. ed., The New International Dictionary of Pentecostal and Charismatic Movements, revised and expanded edition (Grand Rapids, Michigan: Zondervan, 2002); publisher's page
- Burgess, Stanley M., ed. Encyclopedia of Pentecostal and Charismatic Christianity (Routledge, 2006); publisher's page

긍정적인 책들:
- Deere, Jack. Surprised by the Power of the Spirit
- Grudem, Wayne. The Gift of Prophecy in the New Testament and Today
- Maria Stethatos. The Voice of a Priest Crying in the Wilderness

비판적인 책들:
- Braun, Mark E., What can we learn from the Charismatic Movement?, Forward in Christ, Volume 83, Number 10, October 1996
- MacArthur, John. Charismatic Chaos
- Hanegraaff, Hank. Counterfeit Revival
- Gardiner, George E. Corinthian Catastrophe
- Warfield, B. B. Counterfeit Miracles
- Gaffin, Richard B. Perspectives on Pentecost
- O. Palmer Robertson Final Word A response to Wayne Grudem
- Michael De Semlyen All Roads Lead To Rome Dorchester House Publications (March 1993)
- Davis, R., True to His Ways: Purity & Safety in Christian Spiritual Practice (ACW Press, Ozark, AL, 2006), ISBN 1-932124-61-6.